# Hyper Velocity Gliding Projectile
 (octobre 2024).
La mise en forme du texte ne suit pas les recommandations de Wikipédia : il faut le « wikifier ».
Les points d'amélioration suivants sont les cas les plus fréquents. Le détail des points à revoir est peut-être précisé sur la page de discussion.
- Les titres sont pré-formatés par le logiciel. Ils ne sont ni en capitales, ni en gras.
- Le texte ne doit pas être écrit en capitales (les noms de famille non plus), ni en gras, ni en italique, ni en « petit »…
- Le gras n'est utilisé que pour surligner le titre de l'article dans l'introduction, une seule fois.
- L'italique est rarement utilisé : mots en langue étrangère, titres d'œuvres, noms de bateaux, etc.
- Les citations ne sont pas en italique mais en corps de texte normal. Elles sont entourées par des guillemets français : « et ».
- Les listes à puces sont à éviter, des paragraphes rédigés étant largement préférés. Les tableaux sont à réserver à la présentation de données structurées (résultats, etc.).
- Les appels de note de bas de page (petits chiffres en exposant, introduits par l'outil «  Source ») sont à placer entre la fin de phrase et le point final[comme ça].
- Les liens internes (vers d'autres articles de Wikipédia) sont à choisir avec parcimonie. Créez des liens vers des articles approfondissant le sujet. Les termes génériques sans rapport avec le sujet sont à éviter, ainsi que les répétitions de liens vers un même terme.
- Les liens externes sont à placer uniquement dans une section « Liens externes », à la fin de l'article. Ces liens sont à choisir avec parcimonie suivant les règles définies. Si un lien sert de source à l'article, son insertion dans le texte est à faire par les notes de bas de page.
- La présentation des références doit suivre les conventions bibliographiques. Il est recommandé d'utiliser les modèles {{Ouvrage}}, {{Chapitre}}, {{Article}}, {{Lien web}} et/ou {{Bibliographie}}. Le mode d'édition visuel peut mettre en forme automatiquement les références.
- Insérer une infobox (cadre d'informations à droite) n'est pas obligatoire pour parachever la mise en page.

Pour une aide détaillée, merci de consulter Aide:Wikification.
Si vous pensez que ces points ont été résolus, vous pouvez retirer ce bandeau et améliorer la mise en forme d'un autre article.
 (octobre 2024).
Le Hyper Velocity Gliding Projectile (島嶼防衛用高速滑空弾, Tōsyobōeiyō-kōsoku-kakkūdan) est un planeur hypersonique japonais destiné à être utilisé comme arme hypersonique pour défendre des îles éloignées,.

## Conception
Le HVGP est conçu comme un missile tiré à distance de sécurité, capable d’attaquer des forces ennemies qui envahiraient des îles éloignées du Japon depuis l’extérieur de la zone d’engagement des armes ennemies. Le développement du HVGP est basé sur une approche progressive : le bloc 1 est développé en tant que première version basée sur la technologie existante. Il sera suivi du développement d’un bloc 2 aux performances améliorées. Les deux versions sont conçues pour être lancés à l’aide d’un moteur-fusée à propergol solide, le projectile s’en séparant à haute altitude, puis planant à vitesse hypersonique jusqu’à l’impact,. Dans le bloc 2, les performances de vol seront encore améliorées par l’introduction de la technologie waverider.
Le guidage des projectiles serait principalement assuré par la navigation par satellite, avec un système de navigation inertielle en secours. L’imagerie par radiofréquence et le guidage infrarouge seraient également utilisés pour le guidage lors de l’engagement de cibles en mouvement. Des munitions perforantes spéciales, capables de pénétrer le pont des porte-avions, seraient utilisées pour attaquer les navires, et des projectiles explosifs à haute densité, capables de supprimer toutes les forces ennemies dans une zone, seraient utilisés pour attaquer des cibles au sol.
La portée du bloc 1 a été estimée à environ 300 à 500 km (160 à 270 milles marins), mais afin de fournir une capacité de seconde frappe, la portée du bloc 2 a été augmentée à 3 000 km.

## Déploiement
Le plan est d’achever le développement du bloc 1 d’ici l’exercice fiscal 2025 et de commencer son déploiement au cours de l’exercice 2026, puis de commencer le déploiement du bloc 2 dans les années 2030, en déployant deux bataillons dans la Force terrestre d'autodéfense japonaise,. Des études sont en cours pour un déploiement de ces batteries à Hokkaidō et Kyūshū.
Le développement d’une version lancée par sous-marin serait à l’étude.